# Orichoweć
Orichoweć (ukr. Оріховець) – wieś na Ukrainie, w obwodzie kijowskim, w rejonie białocerkiewskim, w hromadzie Skwyra. W 2001 liczyła 574 mieszkańców.